# Federigo Enriques
Federigo Enriques, né le 5 janvier 1871 à Livourne et mort le 14 juin 1946 à Rome, est un mathématicien italien, surtout connu aujourd'hui pour sa classification birationnelle des surfaces algébriques et pour d'autres contributions à la géométrie algébrique.

## Biographie
Federigo Enriques est né à Livourne et grandit à Pise, dans une famille juive d'origine portugaise. Il est un étudiant de Guido Castelnuovo, puis devient un membre majeur de l'école italienne de géométrie algébrique. Il travaille aussi en géométrie différentielle. Il collabore avec Castelnuovo, Corrado Segre et Francesco Severi. Il est professeur à l'université de Bologne, puis à l'université de Rome « La Sapienza » jusqu'à son éviction en 1938, par antisémitisme de l'administration fasciste.
La classification par Enriques (en) des surfaces algébriques à équivalence birationnelle près, les range dans cinq classes principales. Elle sert de base aux travaux ultérieurs, jusqu'aux progrès accomplis par Kodaira dans les années 1950. La plus grande classe, en un certain sens, est celle des surfaces de type général : celles pour lesquelles les formes différentielles fournissent des systèmes linéaires qui suffisent à rendre visible toute la géométrie. Le travail de l'école italienne de géométrie algébrique avait permis de reconnaître aussi les autres classes d'équivalence. Les surfaces rationnelles, et plus généralement les surfaces réglées (qui comprennent les quadriques et les cubiques dans l'espace projectif de dimension 3) sont les plus simples du point de vue géométrique.
Federigo Enriques est aussi l'auteur des Leçons de géométrie projective, livre qui fait longtemps autorité dans cette branche des mathématiques et qui est traduit de l'italien par Paul Labérenne.

## Prix et distinctions
En 1895 il est lauréat du Prix mathématique de l'Académie italienne des sciences.

## Œuvres
- Lezioni di geometria descrittiva. Bologna, 1920.
- Lezioni di geometria proiettiva. (éd. en italien, 1898 et éd. en allemand, 1903.
- Avec Oscar Chisini, Lezioni sulla teoria geometrica delle equazioni e delle funzioni algebriche. Bologna, 1915-1934. Volume 1, Volume 2[1], Vol. 3, 1924; Vol. 4, 1934.
- Avec Francesco Severi, Lezioni di geometria algebrica : geometria sopra una curva, superficie di Riemann-integrali abeliani, 1908.
- Problems of Science (trad. de Problemi di Scienza). Chicago, 1914[2].
- Zur Geschichte der Logik. Leipzig, 1927[3].
- Avec Guido Castelnuovo, Die algebraischen Flaechen// Encyklopädie der mathematischen Wissenschaften, III C 6
- Le superficie algebriche. Bologna, 1949

### Articles de philosophie et d'histoire des sciences
Dans la revue Scientia.
- Eredità ed evoluzione
- I numeri e l'infinito
- Il pragmatismo
- Il principio di ragion sufficiente nel pensiero greco
- Il problema della realtà
- Il significato della critica dei principii nello sviluppo delle matematiche
- Importanza della storia del pensiero scientifico nella cultura nazionale
- L'infini dans la pensee des grecs
- L'infinito nella storia del pensiero
- L'œuvre mathématique de Klein
- La connaissance historique et la connaissance scientifique dans la critique de Enrico De Michelis
- La filosofia positiva e la classificazione delle scienze
- I motivi della filosofia di Eugenio Rignano